# Вальдемар Форналік
Вальдемар Юзеф Форналік (пол. Waldemar Józef Fornalik; нар. 11 квітня 1963, Мислениці) — польський футболіст, який грав на позиціях захисника та півзахисника. Після завершення ігрової кар'єри — тренер. 

## Життєпис
Очолював збірну своєї країни, з 2017 року тренує «П'яст» із міста Гливиці, який під його керівництвом у сезоні 2018—2019 році став переможцем національної першості.